# Кеннет Перес
Кеннет Перес Даль Єнсен (дан. Kenneth Perez Dahl Jensen, нар. 29 серпня 1974, Копенгаген) — данський футболіст, що грав на позиції нападника, зокрема, за низку нідерландських команд, а також національну збірну Данії.
Володар Кубка Данії. Володар Суперкубка Нідерландів. Чемпіон Нідерландів. 

## Клубна кар'єра
Народився у Копенгагені в родині данця і іспанки.
У дорослому футболі дебютував 1993 року виступами за команду клубу «Академіск», в якій провів два сезони, взявши участь у 36 матчах чемпіонату. 
Згодом з 1995 по 1997 рік грав у складі «Копенгагена», після чого перебрався до Нідерландів, ставши гравцем клубу МВВ.
Своєю грою за останню команду привернув увагу представників тренерського штабу клубу АЗ, до складу якого приєднався 2000 року. Відіграв за команду з Алкмара наступні шість сезонів своєї ігрової кар'єри. Більшість часу, проведеного у складі АЗ, був основним гравцем атакувальної ланки команди.
Протягом 2006—2010 років захищав кольори клубів «Аякс», ПСВ та «Твенте». Граючи за останню з них у сезоні 2009/10 став чемпіоном Нідерландів.
Завершив професійну ігрову кар'єру у нижчоліговому амстердамському АФК, за команду якого виступав протягом 2010—2011 років.

## Виступи за збірну
2003 року дебютував в офіційних матчах у складі національної збірної Данії. Протягом кар'єри у національній команді, яка тривала 9 років, провів у її формі 24 матчі, забивши 2 голи.
У складі збірної був учасником чемпіонату Європи 2004 року у Португалії, де виходив на поле в одній грі групового етапу.

## Титули і досягнення
- Володар Кубка Данії (1):

«Копенгаген»: 1996-1997
- Володар Суперкубка Нідерландів (1):

«Аякс»: 2006
- Чемпіон Нідерландів (2):

ПСВ: 2007-2008
«Твенте»: 2009-2010